# Franz von Georgi
Franz Emil von Georgi (22. dubna 1855 Budín – 24. března 1933 Salcburk) byl rakousko-uherský generál. V c. k. armádě sloužil od roku 1874, jako štábní důstojník vystřídal působení u řady posádek v celé monarchii, několik let strávil v Čechách. Před první světovou válkou zastával vysoké funkce u c. k. zeměbrany a nakonec byl v letech 1914–1915 prezidentem Nejvyššího soudu c. k. zeměbrany. V roce 1911 byl povýšen do šlechtického stavu a v armádě dosáhl hodnosti generála pěchoty. Jeho starší bratr Friedrich (1852–1926) byl dlouholetým rakouským ministrem zeměbrany (1907–1917) a ve vojsku dosáhl hodnosti generálplukovníka.

## Životopis
Pocházel z rodiny s vojenskou tradicí původem ze Saska, narodil se jako mladší syn c. k. plukovníka Eduarda Georgiho (1804–1868). Po absolvování reálky získal vojenskou průpravu na kadetních školách v Eisenstadtu a Sankt Pölten, v letech 1870–1874 studoval na Tereziánské vojenské akademii ve Vídeňském Novém Městě. Do armády vstoupil v hodnosti poručíka v roce 1874, začátek své vojenské služby strávil v Kadani a Praze. V letech 1879–1881 si doplnil vzdělání na Válečné škole (K.u.k. Kriegsschule) ve Vídni a v hodnosti nadporučíka (1882) byl zařazen do sboru důstojníků generálního štábu. Sloužil u jednotek polních myslivců v Judenburgu a znovu v Praze, mezitím byl v roce 1887 povýšen na kapitána. V letech 1891–1895 sloužil u 27. pěšího pluku ve Štýrském Hradci, v roce 1895 byl v hodnosti majora přeložen do Jarosławi. Jako podplukovník (1898) strávil několik let u 41. pěšího pluku v Černovicích, souběžně byl velitelem pěchotní kadetní školy v Mariboru. V roce 1902 dosáhl hodnosti plukovníka a na několik let přešel k c. k. zeměbraně, byl velitelem 31. zeměbraneckého pluku v Těšíně (1901–1902) a 16. zeměbraneckého pluku v Krakově (1902–1908).
V roce 1908 byl povýšen do hodnosti generálmajora a stal se velitelem 57. pěchotní brigády v Terezíně (1908–1911). Poté znovu sloužil u zeměbrany a od roku 1911 byl velitelem 13. pěchotní divize zeměbrany ve Vídni. K datu 1. května 1912 byl povýšen do hodnosti polního podmaršála. V roce 1913 byl přidělen k Nejvyššímu vojenskému soudnímu dvoru a nakonec v letech 1914–1915 zastával funkci prezidenta Nejvyššího soudu c. k. zeměbrany. K datu 1. září 1915 obdržel hodnost titulárního generála pěchoty a koncem téhož roku byl odeslán na dlouhodobou dovolenou. V armádě byl formálně penzionován k datu 1. dubna 1916.

## Řády a vyznamenání
V roce 1911 byl povýšen do šlechtického stavu s titulem Edler von. Během své vojenské služby obdržel několik rakousko-uherských vyznamenání.
- Válečná medaile (1882)
- Jubilejní pamětní medaile (1898)
- Vojenský záslužný kříž III. třídy (1900)
- Řád železné koruny III. třídy (1906)
- Vojenský jubilejní kříž (1908)
- komandérský kříž Leopoldova řádu s válečnou dekorací (1915)
- velkokříž Řádu Františka Josefa s válečnou dekorací (1916)

## Rodina
V roce 1883 se oženil s Emilií Annou Georgi (1860–1932), dcerou obchodníka Oskara Georgiho. Z manželství se narodily tři děti, starší syn Friedrich Franz (1884–1914) padl jako c. k. nadporučík na začátku první světové války v Haliči, mladší syn Eduard Oskar (*1892), sloužil také v c. k. armádě a později pracoval jako bankovní prokurista.
Franzův starší bratr Friedrich (1852–1926) byl v letech 1907–1917 rakouským ministrem zeměbrany, v roce 1912 byl povýšen do stavu svobodných pánů a v armádě dosáhl druhé nejvyšší hodnosti generálplukovníka. Mladší bratr Karl (1858–1926) sloužil také v armádě, za první světové války byl penzionován v hodnosti polního podmaršála a v roce 1917 byl povýšen do šlechtického stavu.